# Ballainvilliers
Ballainvilliers  [balɛ̃vilie] je francouzské město v departementu Essonne, v regionu Île-de-France, 20 kilometrů jihozápadně od Paříže.

## Geografie
Sousední obce: Saulx-les-Chartreux, Longjumeau, Épinay-sur-Orge, La Ville-du-Bois, Longpont-sur-Orge a Villiers-sur-Orge.
Protéká jím říčka Rouillon.

## Vývoj počtu obyvatel
Počet obyvatel

## Slavní obyvatelé
- Antoine Matthieu Le Carpentier, architekt
- Alfred Velpeau, lékař
- Catherine Labouré, řeholnice
- Roger Houdet, politik
- Maria Pacôme, herečka